# Diego Pérez Pintos
Diego Pérez Pintos (Montevideo, 17 de febrero de 1937 - ibídem., 5 de diciembre de 1988) poeta, crítico literario y profesor de literatura uruguayo.

## Biografía
Cursó los estudios primarios y secundarios en el Colegio Nacional José Pedro Varela y preparatorios en el Instituto Alfredo Vázquez Acevedo. Formó parte de la primera promoción de egresados del Instituto de Profesores Artigas, que en ese momento dirigía Antonio María Grompone.
Egresado del Instituto de Profesores Artigas en Literatura en 1958, fue también profesor de Didáctica Especial en el mismo IPA. En 1977 es impedido de seguir ejerciendo la docencia por motivos políticos. 
Había sido vicepresidente de la Gremial de Profesores de Secundaria en la años previos al Golpe de Estado, y también con otros intelectuales de su época había participado de la fundación del Frente Izquierda de Liberación en 1962 y del Frente Amplio en 1971- Estuvo incluido en las listas negras que la dictadura cívico-militar elaboraba en Uruguay por lo que debió entonces dedicarse a un comercio que había instalado junto a su esposa en Bulevar Artigas esquina Asencio y no dedicarse a la enseñanza ni a la militancia laboral o política.
Fue crítico literario en El País, Época, El Popular, Marcha, Correo de los viernes y en diversas revistas Asir, Cultura, El Puente.
Su único libro de poesía, Los pasos fue publicado en 1965 pero su obra poética ya había sido premiada en 1961 en el primer concurso de poesía de la Feria Nacional de Libros y Grabados.
También publicó relatos breves, entre los que se destacan: "La chaqueta de cuero" (1957), "Punta Arañas" (publicado en Asir), "Humo y ceniza" (1982) y "La mañana después de la boda" (1983). A su fallecimiento dejó inédito un relato ("La acidez de su señoría") y dos poemas: "La deriva final de un príncipe errabundo" y "Queridos alumnos". Al igual que Líber Falco, uno de sus poetas más admirados, en este último poema dejó escrita su despedida.

## Obras

### Poesía
- 1961, 5 poetas uruguayos (Montevideo, edición colectiva)
- 1965, Los pasos (Montevideo, Ediciones de la Banda Oriental)

### Ensayos
- 1959, Promoción de la realidad en el Martín Fierro, Montevideo, La Casa del Estudiante.
- 1968, 'Zorrilla de San Martín: vida y obra (Capítulo Oriental N° 7), Montevideo, CEDAL.